# Muskoday First Nation
Muskoday First Nation är ett reservat i Kanada.   Det ligger i provinsen Saskatchewan, i den centrala delen av landet, 2 300 km väster om huvudstaden Ottawa.
Trakten runt Muskoday First Nation består till största delen av jordbruksmark. Trakten runt Muskoday First Nation är nära nog obefolkad, med mindre än två invånare per kvadratkilometer.